# Didcot Town FC
Didcot Town FC is een voetbalclub uit Engeland, die in 1907 is opgericht en afkomstig uit Didcot. De club speelt in de Southern Football League Premier Division.

## Erelijst
competitie
- Hellenic Football League Premier Division : 1953-1954 , 2005-2006
- Hellenic Football League Division One : 1976-1977
- Reading & District League Divison One : 1935-1936

Beker
- FA Vase : 2004-2005
- Berks & Bucks FA Senior Trophy : 2001-2002, 2002-2003, 2005-2006
- Hellenic Football League Challenge Cup : 1965-1966, 1966-1967, 1991-1992, 1997-1998, 2003-2004, 2004-2005, 2005-2006,
- Hellenic Football League Supplementary Cup : 1976-1977, 2002-2003
- Hellenic Football League Division one Challenge Cup : 1976-1977, 1986-1987
- Hungerford Cup : 1997–98
- Reading Mercury Cup : 1978–79
- Didcot Festival Cup :1957–58
- Dale Robers Memorial Cup : 2016-17

## Records
- Hoogste competitie positie : 15e plaats in Southern League Premier Division 2009-2010
- FA Cup beste prestatie: eerste ronde in 2015-2016
- FA Trophy beste prestatie : eerste ronde in 2011-2012 en 2014-2015
- FA Vase beste prestatie : winnaar in 2004-2005
- Record aantallen toeschouwers in 1 wedstrijd : FA Cup tegen Exeter city 8 november (2707 toeschouwers)